# Monty's Mistake
Monty's Mistake è un cortometraggio muto del 1913 diretto da Frank Wilson.

## Trama
Monty è molto geloso ma, quando scambia il nonno della sua ragazza per un suo amante, sa di averla fatta grossa e tenta il suicidio.

## Produzione
Il film fu prodotto dalla Hepworth.

## Distribuzione
Distribuito dalla Hepworth, il film - un cortometraggio di 129,54 metri - uscì nelle sale cinematografiche britanniche nel febbraio 1913.
Si conoscono pochi dati del film che, prodotto dalla Hepworth, fu distrutto nel 1924 dallo stesso produttore, Cecil M. Hepworth. Fallito, in gravissime difficoltà finanziarie, il produttore pensò in questo modo di poter almeno recuperare il nitrato d'argento della pellicola.